# Gotcha! Extreme Paintball
Gotcha! Extreme Paintball (ou Gotcha! en Europe), que l'on peut traduire littéralement par « j't'ai eu », est un jeu vidéo de tir à la première personne développé par Sixteen Tons Entertainment, sorti initialement sur Microsoft Windows en Allemagne en 2004, puis en 2005 dans le reste de l'Europe et en Amérique du Nord ; une version Xbox est aussi sortie en 2005, en Europe seulement.

## Système de jeu
Gotcha! Extreme Paintball est un jeu de tir à la première personne dans lequel les personnages s'adonnent au paintball. Il s'inspire notamment de Counter-Strike,. Le jeu peut se jouer seul ou à plusieurs. Différents modes de jeu sont proposés : capture the flag, deathmatch, team deathmatch, team elimination, last man standing et kill the king,,,. Le personnage peut se baisser, se coucher, ou strafer.

## Accueil
Gotcha! reçoit un accueil mitigé de la critique.
Pour Etienne Froment de Xbox Gamer, le jeu, qui obtient la note de 13/20, « est au final une assez bonne surprise » sur Xbox. Contrairement à Greg Hastings' Tournament Paintball, qui « ne propose que de la simulation assez « lourde », Gotcha propose lui un gameplay nerveux et une ambiance terriblement trippante. »
Ludovic Bechtold de JeuxActu donne la note de 12/20 à la version Windows du jeu, qu'il explique ainsi : « Nous n’oublions pas ses lacunes d’intelligence artificielle, ses graphismes démodés et son animation ridicule, mais je n’ai pas honte de dire que oui, j’ai passé un bon moment sur Gotcha! même s’il n’arrive qu’à la cheville du grand Counter-Strike. » Il relève comme points forts le côté « fun et rapide à jouer » et les « nombreux modes de jeux ».
Jean-Marc Wallimann de Jeuxvideo.com, testant la version Windows, lui octroie également la note de 12/20. Il estime que les cartes sont petites mais satisfaisantes : « Elles regorgent de coins pour se cacher et pour attendre en fourbes l'arrivée des adversaires. Cependant, on aurait aimé plus de passages dits secrets, ou de chemins détournés pour avoir le choix de foncer dans le tas ou de prendre à revers l'équipe d'en face. » Nicolas Charciarek attribue pour sa part la note de 9/20 à la version Xbox. Il fait un constat similaire à propos des cartes, mais évoque « des problèmes de jouabilité absents de la version PC qui polluent le jeu », et juge grossière la réalisation des environnements et des personnages. Il ajoute que « le mode solo présente un intérêt limité, les bots étant d'une intelligence toute relative. »
Kévin Kuipers de Gamekult donne à la version Windows la note de 3/10. Il affirme que « le paintball manque bien évidemment cruellement d'intérêt lorsqu'il est pratiqué de façon virtuelle, et Gotcha! le démontre une fois de plus. » Selon lui, le gameplay et l'intelligence artificielle du jeu sont mauvais. Il apprécie cependant « l'aspect technique [...] très correct avec des décors bien modélisés et quelques effets sympathiques. »
La version Windows écope d'un 2/10 dans Joystick. Le testeur Cyril Dupont reproche au jeu un « manque de dynamisme flagrant pour un FPS », et assure que « c'est l'ennui assuré » et qu'il n'y a « rien pour sauver ce titre. »
Pour Sébastien Delahaye de NoFrag, « le jeu n'a guère d’intérêt », à cause de l'IA « affolante de débilité », du gameplay « raté », de la « technique itou [et le] son à l’avenant ». Il conclut en qualifiant le jeu de « bien belle daube. »
L'aspect FPS « non violent » de Gotcha! est salué par Kévin Kuipers, ce qui le rend accessible aux « plus petits » ; pour Jean-Marc Wallimann, le titre n'est pas « une énième version des terroristes face aux contre-terroristes, [mais il] se veut plus bon enfant en s'alignant sur la culture du paintball. »